# عنبر بشير
عنبر بشير، لاعب كرة قدم قطري سابق، وهو والد اللاعب حمد عنبر بشير.
و قد كان يلعب مع نادي قطر.

## كأس الخليج

### كأس الخليج 1974
و قد سجل هدف في مرمى منتخب عمان لكرة القدم.

### كأس الخليج 1979
و قد سجل هدف في مرمى منتخب البحرين لكرة القدم.